# Abdul Karim Ahmed
Abdul Karim Ahmed (Accra, 5 febbraio 1980) è un ex calciatore ghanese, di ruolo difensore.

## Carriera

### Club
Ahmed iniziò la carriera con la maglia del Real Sporting Club Accra. Passò poi ai norvegesi del Kongsvinger, per cui debuttò nella Tippeligaen il 1º luglio 1998, quando sostituì Vegard Hansen nella sconfitta per 3-0 contro il Tromsø, rimediando un'espulsione. La squadra retrocesse al termine del campionato 1999, ma Ahmed rimase in squadra. Il 14 maggio 2000 segnò la prima rete, nel successo per 3-0 sul Sandefjord.
Nel 2002 si trasferì al Viking. Esordì in squadra il 2 giugno, quando subentrò a Tom Sanne nel successo per 4-1 sul Brann. Il 30 giugno segnò la prima rete, nel 3-1 inflitto al Lillestrøm.
In seguito, vestì la maglia del Tønsberg e dell'Eik-Tønsberg.

### Nazionale
Ahmed partecipò al campionato mondiale Under-20 1997, con la sua Nazionale. Giocò anche un incontro per la selezione maggiore, nel 2002.